# Casa Antoni Sala i Brugués
La casa Antoni Sala i Brugués és un edifici situat als carrers d'Avinyó i d'en Carabassa de Barcelona, catalogat com a bé cultural d'interès local.

## Història
A finals del 1845, Antoni Sala i Brugués va adquirir a Rosa Bergnes de las Casas part d'una finca als carrers dels Escudellers (actualment Avinyó) i d'en Carbassa, coneguda com a Fontana d'Or pel nom d'un hostal que hi havia hagut, i poc després va demanar permís per a reedificar-la segons el projecte de l'arquitecte Francesc Daniel Molina. A les obres van intervenir els paletes Miquel Bofill i Elies Codina, el fuster Narcís Mutiñó, el manyà Vicenç Matas, el pintor Joan Alarma, els llauners Rovira Germans, i la foneria de Valentí Esparó.
El 1860, Sala va adquirir al fabricant d'Olot Miquel Castanys i Masoliver una part de la casa del comte de Creixell al carrer d'en Carabassa per 6.000 duros, i va demanar permís per a ampliar-hi la seva casa, segons el projecte del mestre d'obres Felip Ubach.
L'any 1906 es presentà un expedient de denúncia contra Joan Puig per cobrir sense permís el pati interior de la casa adjunt a l'escala.

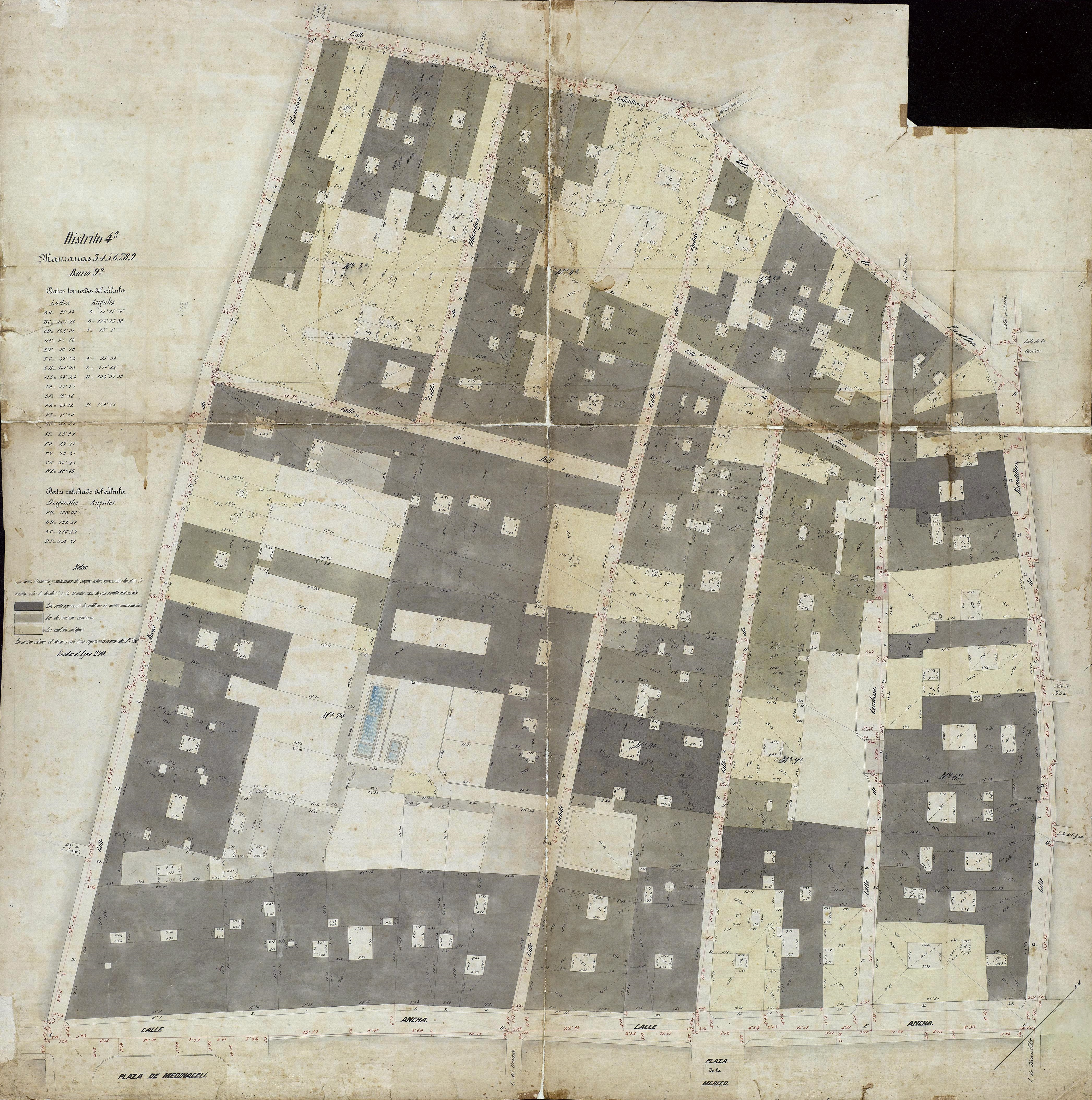
Quarteró núm. 113 de Garriga i Roca (c. 1860)

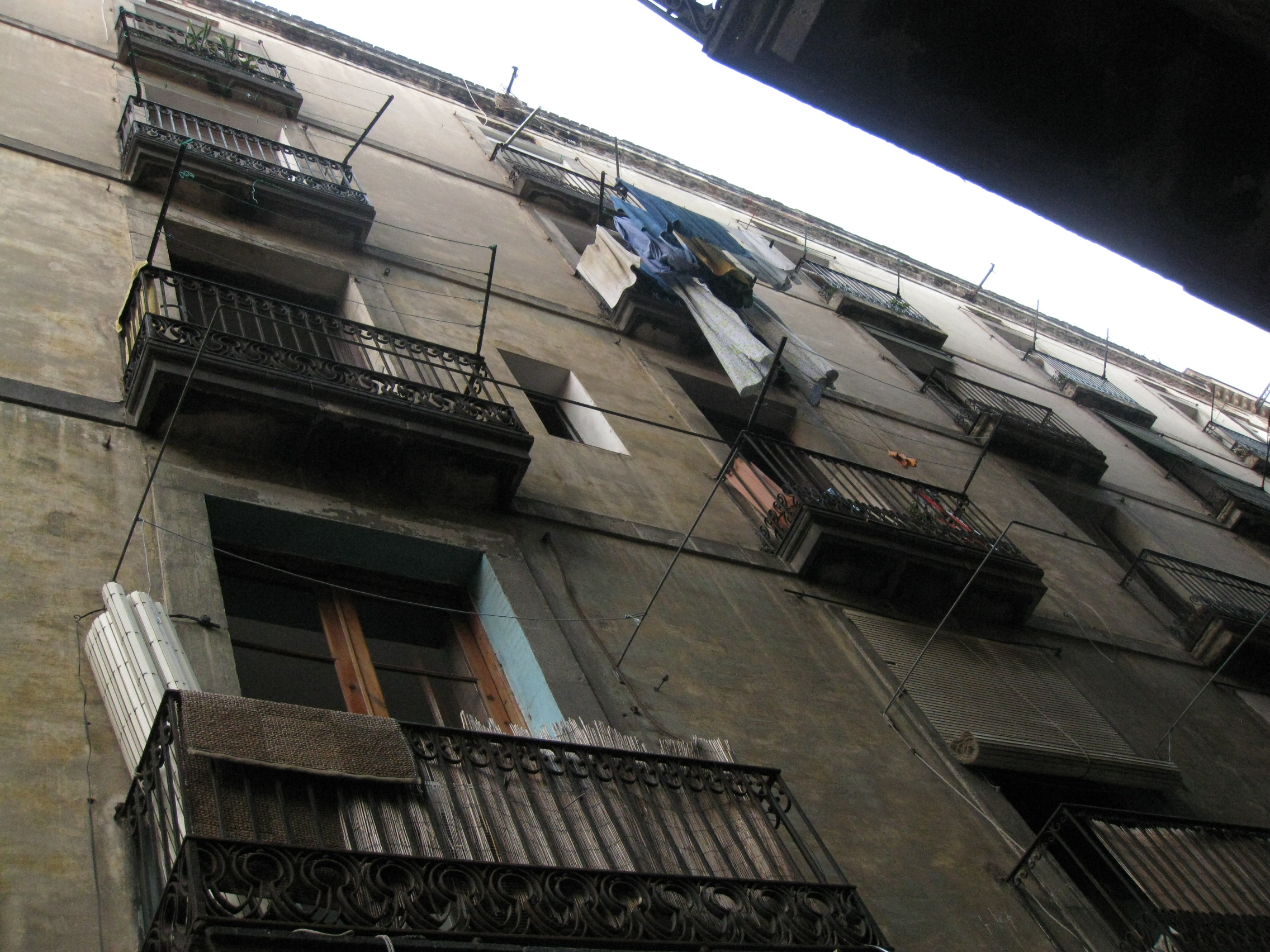
Façana al carrer d'en Carabassa

## Descripció
La façana afrontada al carrer d'Avinyó, que és la principal, té planta baixa, quatre pisos i terrat pla transitable. Consta de tres eixos verticals d'obertures formant una composició axial al voltant de l'accés principal. El parament està recobert per un arrebossat que a la planta baixa presenta línies horitzontals.
La planta baixa s'obre al carrer per mitjà de tres grans portals. El portal central permet l'accés a l'interior de l'edifici. El primer pis es corresponia amb la planta noble de la finca i presenta un balcó corregut. La resta de plantes, amb balcons individuals d'alçades i voladissos decreixents, presenten llosanes de pedra i elaborades baranes de ferro fos. L'edifici es corona amb una cornisa motllurada sustentada per mènsules.
A l'interior de la finca s'accedeix a través de la porta de fusta localitzada al tram central de la planta baixa. Un ampli vestíbul dona pas al pati de la casa, al voltant del qual s'organitzen els recorreguts i les dependències de la finca. Aquest pati constitueix l'element de més interès de l'obra; és de planta quadrada, amb decoració de gust neoclàssic i té, a l'alçada de la planta noble, una galeria perimetral resolta amb columnes toscanes. Al damunt de l'arc figura la data de 1847.